# Chlodvík II.
Chlodvík II. (633–657) byl králem Neustrie a Burgundska. Na trůnu vystřídal svého otce Dagoberta I. v roce 639. Jeho bratr Sigebert III. byl králem Austrasie od roku 634.
Na trůn byl dosazen ještě v dětství a tak vládu převzala jeho matka Nanthilda, která však zemřela již v roce 642. Nedospělý král byl v následujících letech pod vlivem Aegy, regenta a majordoma královského dvora Neustrie a později jeho nástupce majordoma Erchinoalda. Jeho dětství využil i burgundský majordomus Flaochad, když s jeho pomocí vylákal svého rivala, franského válečníka Willebada, na jednání do Autunu. Toto jednání bylo pouhou záminkou k bitvě u Autunu, v niž byl Willebad zabit.
Chlodvíkova manželka Balthilda, snad anglosaského původu byla původně prodána do otroctví, v němž sloužila majordomovi Erchinoaldovi. Ten Balthildu daroval Chlodvíkovi za manželku, aby získal jeho přízeň. Z manželství s Chlodvíkem vzešli tři synové, kteří se po smrti Chlodvíka stali králi. Nejstarší syn Chlothar III. zdědil po smrti otce trůn v Neustrii. Druhého nejstaršího syna Childericha II. dosadil majordomus Ebroin v roce 662 na austrasiánský trůn. Nejmladší syn Theuderich III. vystřídal Childericha v Neustrii a nakonec se stal jediným králem Franské říše.
Chlodvík byl nezletilý téměř po celou dobu své vlády. Někdy je považován i za krále Austrasie v období 656–657, kdy si trůn uzurpoval Childebert Adoptovaný. Je považován za jednoho z prvních líných králů (roi fainéant). Středověcí mniši ho považovali za šíleného a této příčině připisovali i „hloupost jeho potomků“. Známý belgický historik Henry Pirenne uvedl, že Chlodvík zemřel šílený.
Chlodvík II. zemřel v roce 657 a byl pohřben v bazilice Saint-Denis v Paříži.